# Abu Kamil
Abu Kamil (em árabe: ابو كامل, de nome completo Abu Kamil Schudscha ibn Aslam ibn Muhammad ibn Schudscha (ca. 850 – ca. 930), foi um matemático árabe. É natural provavelmente do Egito, sendo desconhecidos mais dados biográficos seus. Foi chamado de al-Hasib al-Misri, "o computador egípcio".

## Termos de raiz
Encontrou relações gerais entre expressões em raiz, incluindo aquelas nas seguintes equações, que foram estabelecidas por ele e confirmadas por meio das fórmulas binomiais.
{\displaystyle {\sqrt {18}}+{\sqrt {8}}={\sqrt {50}}}
ou
{\displaystyle {\sqrt {18}}-{\sqrt {8}}={\sqrt {2}}}

## Álgebra
Abu Kamil escreveu vários trabalhos matemáticos. Em sua álgebra (Al-Kitab al-jabr wa’l-muqabala) continuou a álgebra de al-Khwarizmi. O livro contém 111 páginas em fólio na única versão árabe sobrevivente do século XIII preservada atualmente em Istambul (MS 379 [19046] da coleção Kara Muṣṭafā Paşa na Biblioteca Beyazit). Traduções em latim e uma tradução hebraica estabeleceram o efeito duradouro desse escrito. A álgebra foi usada por Leonardo Fibonacci e Al-Karaji.

## Outras obras
"O Livro das Raridades da Aritmética" contém seis problemas distintos que levam a sistemas de equações lineares e requerem soluções inteiras ou fracionárias.
Além disso um trabalho de agrimensura Abu Kamil também foi preservado. Outras obras matemáticas são conhecidas pelo título, mas não foram preservadas.

## Edições
- Sami Chalhoub: Die Algebra: Kitab al-Gabr wal-muqabala des Abu Kamil Soga ibn Aslam. Aleppo, 2004.
- Martin Levey: The algebra of Abū Kāmil: Kitāb fī al-Jabr wa'l-muqābala / in a commentary by Mordechai Finzi (em hebraico com tradução em inglês), Madison: University of Wisconsin Press, 1966.
- L.C. Karpinski: Das Buch der Seltenheiten der Rechenkunst von Abu Kamil al Misri, (tradução em alemão) in: Bibl. math. 12 (1911)/12 p. 40–55.
- Roshdi Rashed: Abu Kamil: Algèbre et analyse diophantienne. Édition, traduction, commentaire historique et mathématique. Berlim: De Gruyter 2012.
- Jacques Sesiano: Abū Kāmil's Book on Mensuration, in: N. Sidoli e G. Van Brummelen (Eds.), From Alexandria, Through Baghdad, Surveys and Studies in the Ancient Greek and Medieval Islamic Mathematical Sciences in Honor of J.L. Berggren, Heidelberg: Springer Verlag, 2014, p. 359–408.
- Josef Weinberg: Die Algebra des Abū Kāmil Sogā ben Aslam, Dissertation in München an der Philosophischen II. Sektion, Munique, 1935..[2]